# César des lycéens
Faisant partie de la catégorie des César spéciaux, le César des lycéens est une récompense cinématographique française décernée depuis la cérémonie des César de 2019 par l'Académie des arts et techniques du cinéma et le ministère de l'Éducation nationale selon un modèle et des objectifs proches du prix Goncourt des lycéens.
Son jury est composé de 2 000 élèves de terminale des lycées d'enseignement général, technologiques et professionnels, qui doit choisir, parmi les nommés au César du meilleur film, lequel doit recevoir le César des lycéens.
Le César n'est pas toujours décerné dans les mêmes conditions. Lors des deux premières éditions, le film lauréat est annoncé quelques jours après la cérémonie des César puis remis lors d'une cérémonie dédiée. En 2021, la récompense est annoncée et décernée durant la cérémonie. En 2022, le résultat est à nouveau annoncé quelques jours après la cérémonie.

## Palmarès
- 2019 : Jusqu'à la garde de Xavier Legrand[2]
- 2020 : Hors normes de Olivier Nakache et Éric Toledano[3]
- 2021 : Adieu les cons d'Albert Dupontel
- 2022 : BAC Nord de Cédric Jimenez[4]
- 2023 : La Nuit du 12 de Dominik Moll
- 2024 : Je verrai toujours vos visages de Jeanne Herry
- 2025 : Le Comte de Monte-Cristo de Matthieu Delaporte et Alexandre de La Patellière